# NN-247
La carretera NN‑247 es una vía departamental secundaria ubicada en el departamento de León, en el occidente de Nicaragua. Con una longitud de aproximadamente 18.7 kilómetros, esta carretera conecta la ciudad de Telica con comunidades rurales del suroeste del municipio, incluyendo la zona conocida como El Guayabo.

## Trazado y cruces
La siguiente tabla muestra su recorrido, localidades y principales conexiones:
| km   | Localidad            | Departamento | Conexión / Ruta |
| ---- | -------------------- | ------------ | --------------- |
| 0.0  | Telica               | León         |                 |
| 8.9  | Comunidad intermedia | León         |                 |
| 18.7 | El Guayabo           | León         |                 |

## Coordenadas
Uno de los tramos de la NN‑247 puede encontrarse en las coordenadas: 12°31′23″N 86°53′38″O / 12.5230, -86.8940